# Aerobatic Freestyle Challenge
Aerobatic Freestyle Challenge je soutěž v letecké akrobacii, při které soutěží akrobatičtí piloti kategorie unlimited podle pravidel speciálně upravených pro lepší diváckou atraktivnost a rychlý sled akce (klasické letecké soutěže typu mistrovství ČR, Evropy i světa zpravidla trvají nejméně několik dnů). Soutěž je jedním z vyvrcholení dlouholeté snahy o zvýšení atraktivnosti letecké akrobacie, přirovnávané často ke královně leteckých sportů.
První ročník Aerobatic Freestyle Challenge (zkráceně AFC) se konal v červnu roku 2012 na letišti Praha Letňany, a soutěžilo zde 8 pilotů – 5 ze zahraničí a 3 ze státní reprezentace ČR.
V březnu 2013 byl potvrzen termín druhého ročníku na 8. června 2013. V roce 2014 se AFC nekonala, v roce 2015 by se podle oficiálního vyjádření pořadatelů měla soutěž vrátit.

## Formát soutěže
Letecká soutěž probíhá nejprve ve formě klasické bodované akrobatické tzv. tajné sestavy – piloti několik hodin před startem obdrží nákres sestavy, čítající několik akrobatických prvků, které jsou létány na klasických akrobatických soutěžích (mistrovství ČR, Evropy či světa). Po jejím dokončení má pilot dalších 60 sekund pro tzv. Freestyle – zde jde více než o figury o celkový dojem. Obě disciplín jsou bodovány skupinou rozhodčích, a podle součtu bodů je následně určeno pořadí soutěžících.
V soutěži piloti létají na speciálních akrobatických letadlech. V prvním ročníku to byly letadla SBACH, Extra 300 verzí SC a SR, a Suchoj 31.

## Výsledky

### 1. ročník - 2012
| Pořadí | Jméno pilota      | Země      | Počet bodů |
| ------ | ----------------- | --------- | ---------- |
| 1.     | Martin Šonka      | Česko     | 2863.75    |
| 2.     | Francois Le Vot   | Francie   | 2848.50    |
| 3.     | Světlana Kapanina | Rusko     | 2831.50    |
| 4.     | Petr Kopfstein    | Česko     | 2766.75    |
| 5.     | Castor Fantoba    | Španělsko | 2721.42    |
| 6.     | Juan Velarde      | Španělsko | 2552.25    |
| 7.     | Marek Hyka        | Česko     | 2543.63    |
| 8.     | Viktor Čmal       | Rusko     | 2527.63    |

### 2. ročník - 2013
| Pořadí | Jméno pilota      | Země           | Počet bodů |
| ------ | ----------------- | -------------- | ---------- |
| 1.     | Pierre Varloteaux | Francie        | 2991.63    |
| 2.     | Olivier Masurel   | Francie        | 2885.63    |
| 3.     | Francois Le Vot   | Francie        | 2746.75    |
| 4.     | Aude Lemordant    | Francie        | 2656.75    |
| 5.     | Gerald Cooper     | Velká Británie | 2495.88    |
| 6.     | Artur Kielak      | Polsko         | 2477.38    |
| 7.     | Marek Hyka        | Česko          | 1841.25    |